# Griekenland op het Eurovisiesongfestival 2013

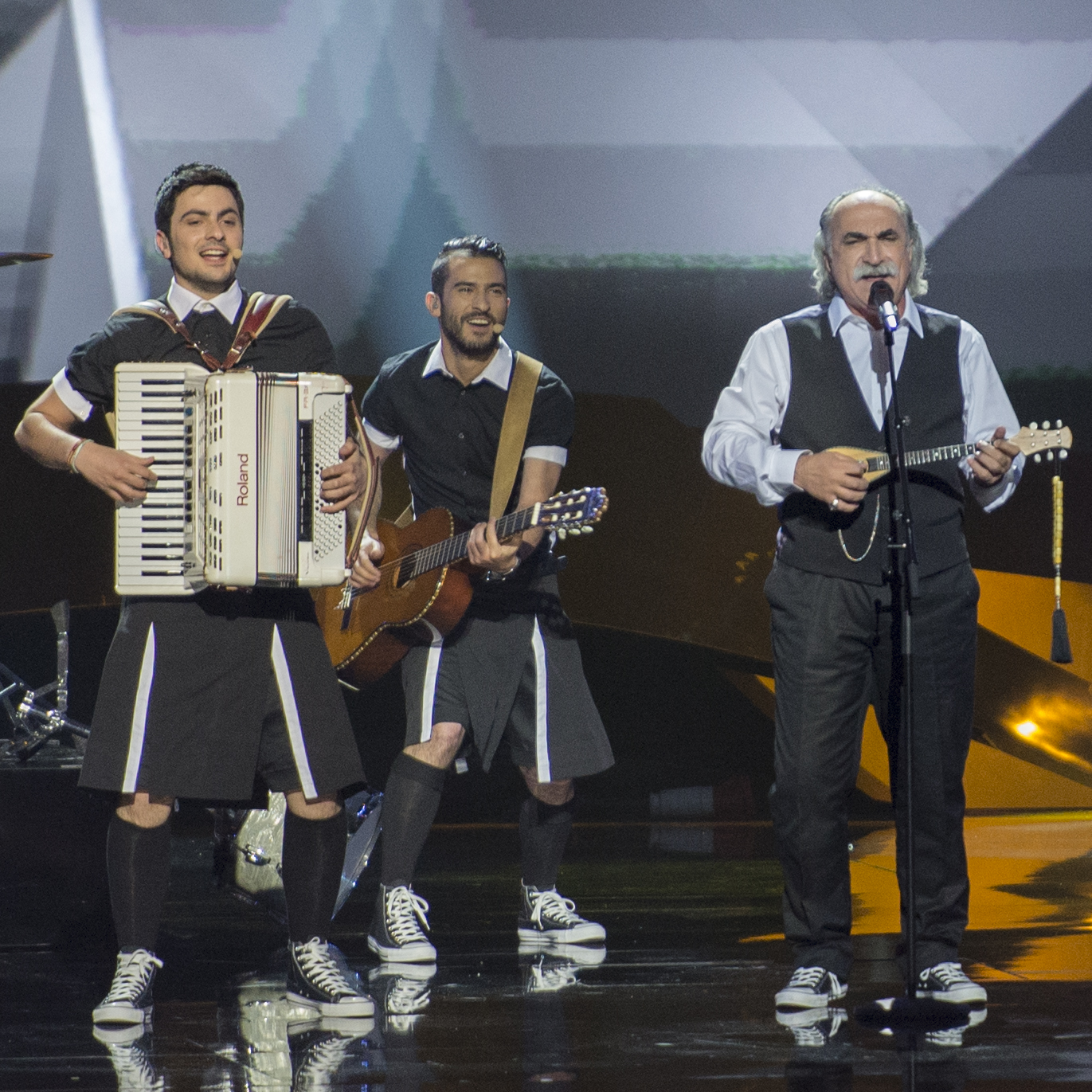
Twee leden van Koza Mostra met Agathonas Iakovidis

Griekenland nam deel aan het Eurovisiesongfestival 2013 in Malmö, in Zweden. Het was de 34ste deelname van het land op het Eurovisiesongfestival. ERT was verantwoordelijk voor de Griekse bijdrage voor de editie van 2013.

## Selectieprocedure
Op 13 november 2012 bevestigde de Griekse openbare omroep te zullen deelnemen aan het komende Eurovisiesongfestival. Net als in 2012 werden alle kosten voor de Griekse deelname gedekt door privésponsors, aangezien ERT, net als heel Griekenland, in financiële moeilijkheden verkeerde. Voor het eerst in de geschiedenis werd de Griekse preselectie ook niet uitgezonden op door de Griekse staatsomroep. De commerciële omroep Mad TV organiseerde deze immers. Op 21 januari werden de vier Griekse finalisten bekendgemaakt. De nationale finale werd uiteindelijk gewonnen door Koza Mostra feat. Agathonas Iakovidis, met het nummer Alcohol is free.

## Eurosong 2013
| Plaats | Artiest                               | Lied                  | Percentage |
| ------ | ------------------------------------- | --------------------- | ---------- |
| 1      | Koza Mostra feat. Agathonas Iakovidis | Alcohol is free       | 36,72      |
| 2      | Alex Leon feat. Giorgina              | Angel                 | 24,61      |
| 3      | Thomais Apergi                        | One last kiss         | 23,54      |
| 4      | Aggeliki Iliadi                       | Hilies kai mia nihtes | 15,13      |

## In Malmö
Griekenland trad aan in de tweede halve finale op donderdag 16 mei 2013. Daar behaalde het land de tweede plaats, waardoor het naar de finale doorstootte. Daarin haalde Griekenland de zesde plaats. Cyprus en San Marino gaven 12 punten aan Griekenland. 
1974 · 1975 · 1976 · 1977 · 1978 · 1979 · 1980 · 1981 · 1982 · 1983 · 1984 · 1985 · 1986 · 1987 · 1988 · 1989 · 1990 · 1991 · 1992 · 1993 · 1994 · 1995 · 1996 · 1997 · 1998 · 1999-2000 · 2001 · 2002 · 2003 · 2004 · 2005 · 2006 · 2007 · 2008 · 2009 · 2010 · 2011 · 2012 · 2013 · 2014 · 2015 · 2016 · 2017 · 2018 · 2019 · 2020 · 2021 · 2022 · 2023 · 2024 · 2025
Albanië · Armenië · Azerbeidzjan · België · Bulgarije ·  Cyprus · Denemarken · Duitsland · Estland · Finland · Frankrijk · Georgië · Griekenland · Hongarije · Ierland · IJsland · Israël · Italië ·  Kroatië · Letland · Litouwen · Macedonië · Malta · Moldavië · Montenegro · Nederland · Noorwegen · Oekraïne · Oostenrijk · Roemenië · Rusland · San Marino · Servië · Slovenië · Spanje · Verenigd Koninkrijk · Wit-Rusland · Zweden · Zwitserland